# Renata Przybylska
Renata Genowefa Przybylska (ur. 7 grudnia 1957 w Gliwicach) – polska profesor językoznawstwa.

## Życiorys
Ukończyła II Liceum Ogólnokształcące w Gliwicach, a następnie podjęła studia filologiczne na Uniwersytecie Jagiellońskim, które ukończyła w 1980. Siedem lat później roku obroniła pracę doktorską zatytułowaną Wyrażanie stosunków czasowych w zdaniu pojedynczym w języku polskim. W 2002 roku uzyskała habilitację za rozprawę pt. Polisemia przyimków polskich w świetle semantyki kognitywnej. Tytuł profesora otrzymała w 2008.
Od 2008 jest przewodniczącą Polskiego Towarzystwa Językoznawczego, a w latach 2012-2020 pełniła funkcję dziekana Wydziału Polonistyki UJ. Jej zainteresowania obejmują socjolingwistykę, pragmalingwistykę czy kognitywną teorię języka. W 2018 roku uhonorowana została nagrodą Krakowska Książka Miesiąca za redakcję książki Powiedziane po krakowsku. Słownik regionalizmów krakowskich przyznawaną przez Bibliotekę Kraków. W 2019 roku razem z całym zespołem opracowującym słownik została laureatką Nagrody Miasta Krakowa w dziedzinie nauka i technika.
Współtworzy Wielki Słownik Języka Polskiego.